# Выборы губернатора Ставропольского края (2014)
Досрочные выборы губернатора Ставропольского края  состоялись в Ставропольском крае 14 сентября 2014 года в единый день голосования. Выборы были назначены в связи с досрочной отставкой губернатора Валерия Зеренкова. Президент РФ Владимир Путин назначил врио губернатора Владимира Владимирова, прежде занимавшего пост первого заместителя губернатора Ямало-Ненецкого автономного округа.  Владимиров, выдвинутый «Единой Россией», и выиграл выборы, набрав 84,22 % голосов избирателей.
На 1 июля 2014 года в Ставропольском крае было зарегистрировано 1 957 958 избирателей.

## Предшествующие события
С мая 2008 по май 2012 года правительство Ставропольского края возглавлял Валерий Гаевский.
2 мая 2012 года президент России Дмитрий Медведев подписал закон, вернувший в России прямые выборы глав регионов. Однако закон вступал в силу только 1 июня 2012 года. В тот же день 2 мая Дмитрий Медведев принял досрочную отставку Валерия Гаевского с должности губернатора Ставропольского края и назначил врио губернатора Валерия Зеренкова. Увольнение Гаевского до вступления в силу закона о прямых выборах отложило прямые выборы главы ключевого северокавказского региона. Уже 4 мая Дмитрий Медведев через Думу Ставропольского края назначил Валерия Зеренкова губернатором.
Однако всего через полтора года, 27 сентября 2013, Зеренков досрочно по собственному желанию покинул должность губернатора. Временно исполняющим обязанности губернатора до выборов нового президент России Владимир Путин назначил Владимира Владимирова. Поскольку Владимиров был назначен уже после проведения единого дня голосования в 2013 году, который состоялся 8 сентября, то в статусе врио он возглавлял правительство края почти год. Выборы губернатора в единый день голосования 14 сентября 2014 года — первые после 14-летнего перерыва.

## Выдвижение и регистрации кандидатов

### Право выдвижения
Губернатором может быть избран гражданин Российской Федерации, достигший возраста 30 лет.
В Ставропольском крае кандидаты выдвигаются только политическими партиями, имеющими в соответствии с федеральными законами право участвовать в выборах.
У кандидата не должно быть гражданства иностранного государства либо вида на жительство в какой-либо иной стране.
С июня 2013 года кандидат в губернаторы области обязан также представить в избирком письменное уведомление о том, что он не имеет счетов (вкладов), не хранит наличные денежные средства и ценности в иностранных банках. Все таковые счета кандидат обязан закрыть к моменту своей регистрации.

### Поддержка выдвижения (муниципальный фильтр)
1 июня 2012 года вступил в силу закон, вернувший прямые выборы глав субъектов Российской Федерации. Однако был введён так называемый муниципальный фильтр. Всем кандидатам на должность главы субъекта РФ (как выдвигаемых партиями, так и самовыдвиженцам), согласно закону, требуется собрать в свою поддержку от 5 % до 10 % подписей от общего числа муниципальных депутатов и избранных на выборах глав муниципальных образований, в числе которых должно быть от 5 до 10 депутатов представительных органов муниципальных районов и городских округов и избранных на выборах глав муниципальных районов и городских округов. Муниципальным депутатам представлено право поддержать только одного кандидата.
В Ставропольском крае кандидаты должны собрать подписи муниципальных депутатов в количестве 6% от общего числа. Из них 6% должны быть депутатами районных и городских советов и (или) главами районов и городских округов. Остальные могут быть депутатами сельских поселений.
10 июня 2014 года краевой избирком опубликовал расчёт количества необходимых подписей. Так кандидат должен собрать от 223 до 234 подписей. Из них от 65 до 68 подписей должны принадлежать депутатам и избранным главам городского или районного уровня и должны быть собраны не менее чем в 26 муниципальных образованиях (в районах или городах). 

### Кандидаты в Совет Федерации
С декабря 2012 года действует новый порядок формирования Совета Федерации. Так каждый кандидат на должность губернатора Ставропольского края при регистрации должен представить список из трёх человек, первый из которых, в случае избрания кандидата на должность главы, станет сенатором в Совете Федерации от правительства региона.

## Кандидаты
Кандидатов на выборах губернатора выдвинули 7 партий. Зарегистрировано было 5 кандидатов. О выдвижении своего кандидата заявляла также партия «Коммунисты России», однако с документами в избирательную комиссию от них так никто и не пришёл.
| Кандидат             | Должность (на момент выдвижения)                                                     | Партия                   | Статус                                                             |
| -------------------- | ------------------------------------------------------------------------------------ | ------------------------ | ------------------------------------------------------------------ |
| Владимир Владимиров  | врио губернатора Ставропольского края                                                | Единая Россия            | зарегистрирован                                                    |
| Виктор Гончаров      | депутат Госдумы (фракция КПРФ)                                                       | КПРФ                     | зарегистрирован                                                    |
| Ольга Дроздова       | депутат Думы Ставропольского края                                                    | ЛДПР                     | зарегистрирована                                                   |
| Александр Кузьмин    | заместитель председателя Думы Ставропольского края                                   | Справедливая Россия      | зарегистрирован                                                    |
| Константин Нартов    | директор фирмы                                                                       | Партия свободных граждан | зарегистрирован                                                    |
| Александр Черногоров | бывший губернатор Ставропольского края (1996—2008 годы), ныне временно не работающий | Партия дела              | отказано в регистрации, кандидат не преодолел муниципальный фильтр |
| Олег Черноусов       | директор СМУП «Аварийно-ремонтная служба», депутат Ставропольской городской Думы     | КПСС                     | отказано в регистрации, кандидат не преодолел муниципальный фильтр |

## Итоги выборов
В выборах в приняли участие 937 724 человека, таким образом явка избирателей составила 47,88 %.
| Явка избирателей                                      | Явка избирателей                                      | Явка избирателей | Явка избирателей |
| ----------------------------------------------------- | ----------------------------------------------------- | ---------------- | ---------------- |
| Число избирателей, включённых в список избирателей    | Число избирателей, включённых в список избирателей    | 1 958 397        | 100 %            |
| Из них приняли участие в выборах (выдано бюллетеней)  | Из них приняли участие в выборах (выдано бюллетеней)  | 937 724          | 47,88 %          |
| Процент испорченных бюллетеней                        |                                                       |                  |                  |
| Приняли участие в голосовании (возвращёно бюллетеней) | Приняли участие в голосовании (возвращёно бюллетеней) | 937 476          | 100 %            |
| Из них действительных бюллетеней                      | Из них действительных бюллетеней                      | 924 933          |                  |
| Из них недействительных бюллетеней                    | Из них недействительных бюллетеней                    | 12 543           | 1,33 %           |
| Распределение голосов:                                |                                                       |                  |                  |
| 1.                                                    | Владимир Владимиров                                   | 789 502          | 84,22 %          |
| 2.                                                    | Виктор Гончаров                                       | 57 143           | 6,10 %           |
| 3.                                                    | Ольга Дроздова                                        | 49 742           | 5,31 %           |
| 4.                                                    | Александр Кузьмин                                     | 21 434           | 2,29 %           |
| 5.                                                    | Константин Нартов                                     | 7 112            | 0,76 %           |
| Число действительных (учтённых) бюллетеней            | Число действительных (учтённых) бюллетеней            | 924 933          | 100 %            |

Выборы выиграл Владимир Владимиров, набравший 84,22 % голосов избирателей. 27 сентября он вступил в должность губернатора Ставропольского края и в тот же день назначил сенатором от правительства Ставропольского края Михаила Афанасова.